# Maladie lymphoproliférative liée à l'X
La maladie lymphoproliférative liée à l'X est une maladie génétique en rapport avec une mutation du gène SH2D1A responsable de trois phénotypes :
- Chez un garçon, une réponse immunitaire inappropriée de l'organisme à une infection à virus d'Epstein-Barr avec prolifération des cellules cytotoxiques T et des macrophages responsable d'une mortalité de 90 % des individus atteints souvent par insuffisance hépatique aiguë. Dans un tiers des cas, la diminution de la synthèse des immunoglobulines est diagnostiquée avant une infection à Epstein-Barr. L'injection régulière d'immunoglobuline G permet d'éviter cette complication.
- Une anomalie de la synthèse des gamma globulines.
- Une prolifération inhabituelle des lymphocytes B.

L'apparition de lymphome, particulièrement à haut grade ou type non hodgkien à localisation souvent intestinale, survient dans un tiers des individus porteurs de cette pathologie.
Le seul traitement est la transplantation de moelle osseuse allogénique dès que possible.

## Sources
- (en) Janos Sumegi, Judith Johnson, Alexandra Filipovich, Kejian Zhang, Lymphoproliferative Disease, X-Linked In GeneTests: Medical Genetics Information Resource (database online). Copyright, University of Washington, Seattle. 1993-2005